# Kandia Kouyaté

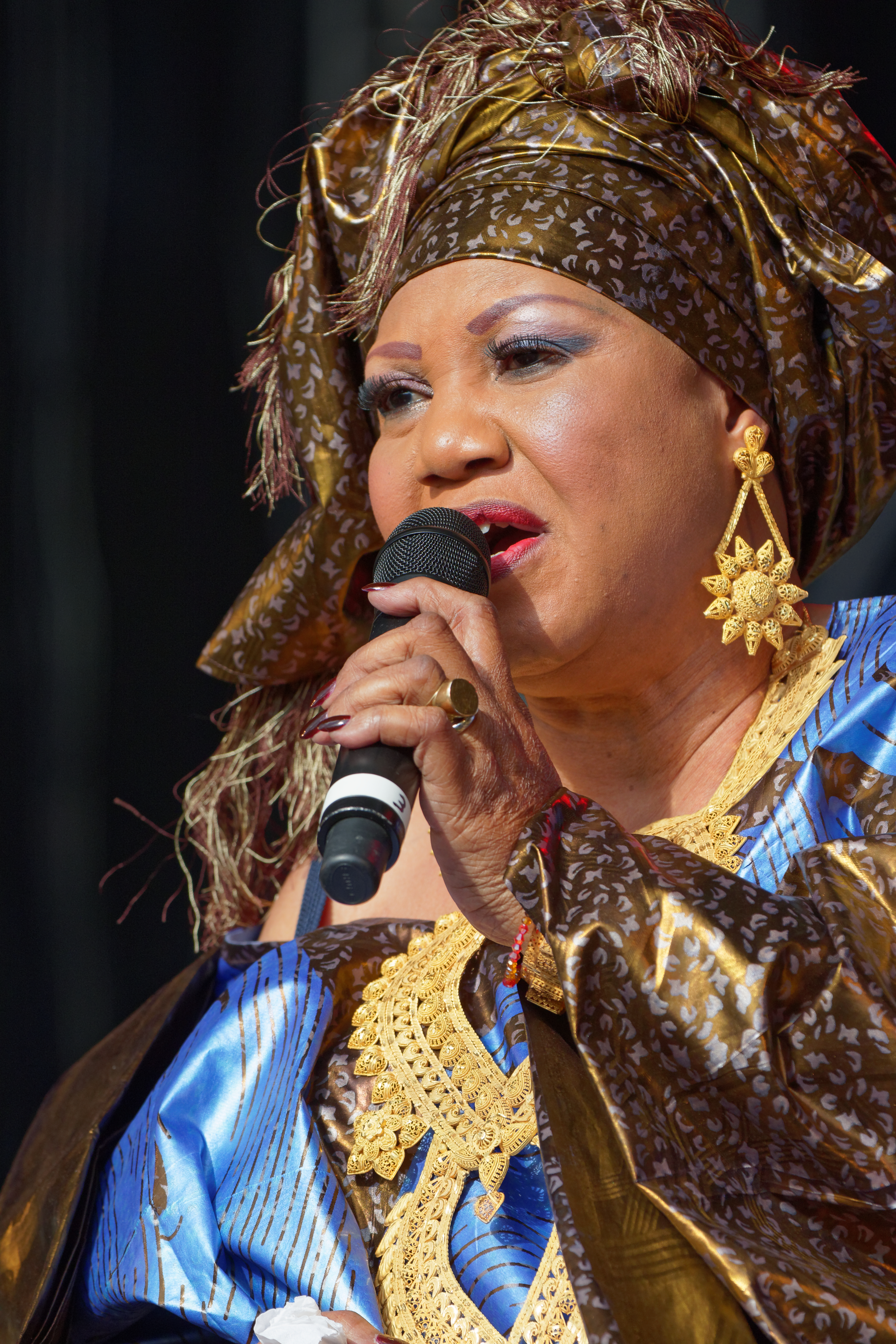
Kandia Kouyaté

Kandia Kouyaté (* 1958 in Kita, Mali) ist eine malische Griot-Sängerin (jelimuso, weibliche jeli).

## Leben und Wirkten
Kouyatés Karriere begann in den frühen 1980er Jahren, als sie anfing, weibliche Chorgesänge einzustudieren. Mory Kanté und Salif Keïta griffen diese Umsetzungsidee später auf und sie wurde zu einem festen Bestandteil malischer Musik. Der Titel ihres Debüt-Solo-Albums ist Kita Kan.
Kouyaté bekam den prestigeträchtigen Titel ngara (Plural ngaraw) verliehen und wird manchmal auch La Dangereuse („die Gefährliche“) genannt. Die Sängerin ist bekannt für ihre Lovesongs, die den größten Teil ihres Repertoires ausmachen. Ebenso singt sie Lobgesänge der Griots und teilweise aus der Musiktradition der Jäger. Unter den angesehenen malischen Sängerinnen gehört Kouyaté zu den traditionsbewussten. Zeitweise gehörte sie auch zu Les Amazones d’Afrique. Sie verwendet bevorzugt traditionelle Instrumente wie Balafon und die Stegharfe kora, gelegentlich auch die Sanduhrtrommel tama und die Stegharfe bolon.

## Diskografie
- 1999: Kita Kan
- 2000: Grand Prix du Disque 1970
- 2000: L' Epopee du Mandingue
- 2000: Tour d'Afrique de la Chanson
- 2002: Biriko
- 2015: Renascence